# Peter Morgan (Filmproduzent)
Peter D. Morgan (geb. vor 1992) ist ein US-amerikanischer Filmproduzent. 
2002 wurde er Vizepräsident der Filmproduktionsgesellschaft RKO Pictures. Ende 2005 wechselte er zu Sony.
Morgan war als Executive Producer für Filme wie Poison Ivy – Die tödliche Umarmung (1992) und Kiss & Kill (2010) tätig. 2015 wurde er für den Oscar in der Kategorie Bester Film für die Filmbiografie American Sniper nominiert.

## Filmografie (Auswahl)
- 2009: Toy Boy
- 2014: American Sniper